# Hans Eichel
Hans Eichel, né le 24 décembre 1941 à Cassel, est un homme politique allemand appartenant au Parti social-démocrate d'Allemagne (SPD).
Il est ministre-président de Hesse pendant huit ans à partir de 1991, et nommé ministre fédéral des Finances d'Allemagne jusqu'en 2005.

## Éléments personnels

### Vie professionnelle: formation et carrière
Il obtient son Abitur en 1961 et commence des études supérieures de philologie allemande, de philosophie, de sciences politiques de pédagogie et d'histoire, tout d'abord à l'université de Marbourg, puis à l'Université libre de Berlin.
Il les achève sept ans plus tard, et passe son premier diplôme d'État de professeur du secondaire. Il obtient le second deux ans plus tard, après avoir suivi une formation spécialisée.
De 1970 à 1975, il enseigne dans un gymnasium à Cassel.

### Vie privée
Hans Eichel est divorcé depuis 1999 et remarié avec Gabriela Wolff depuis 2005. Il a deux enfants de son premier mariage et appartient à l'Église protestante en Allemagne.

## Activité politique

### Militant social-démocrate
Il adhère au Parti social-démocrate d'Allemagne (SPD) en 1964. En 1984, il est élu membre du comité directeur fédéral du SPD. Cinq ans plus tard, il devient président de la fédération de Hesse. Il abandonne ce poste en 2001.
Il est par ailleurs élu membre de la présidence fédérale du parti en 1999.

### Cassel: l'ascension municipale
Il obtient son premier mandat électoral en 1968 comme conseiller municipal de Cassel.
Le 6 octobre 1975, à seulement 33 ans, il est élu maire (Oberbürgermeister) de sa ville natale de Cassel, et occupe ce poste pendant seize ans. De plus, il préside à deux reprises l'Association des villes de Hesse, la première fois de 1985 à 1987, puis de 1989 à 1991.

### Ministre-président de Hesse
Élu au Landtag de Hesse lors des élections du 20 janvier 1991, pour lesquelles il est chef de file du SPD, Hans Eichel devient ministre-président du Land le 7 avril suivant à la tête d'une coalition rouge-verte. Il se présente à sa propre succession le 19 février 1995 et remporte de nouveau le scrutin. Le 9 avril, il est reconduit à la tête du gouvernement régional de Hesse.
Il est le premier chef de gouvernement allemand à diriger deux coalitions gouvernementales consécutives entre le Parti social-démocrate et l'Alliance 90 / Les Verts.
Le 7 février 1999, il se présente à un troisième mandat au cours de la première élection suivant l'arrivée de la première coalition rouge-verte au niveau fédéral, mais est battu par l'Union chrétienne-démocrate d'Allemagne (CDU) de Roland Koch. Il abandonne son poste de ministre-président le 7 avril 1999.

### Au niveau fédéral: ministre des Finances
Cinq jours plus tard, Hans Eichel est nommé ministre fédéral des Finances par Gerhard Schröder. En mai 2000, il fait adopter une réforme fiscale destinée à stimuler l'économie allemande.
Le 22 septembre 2002, il est élu député fédéral de Hesse au Bundestag au scrutin de liste. Il est reconduit dans ses fonctions ministérielles exactement un mois plus tard. Réélu, cette fois au scrutin uninominal dans la circonscription de Cassel, lors du scrutin anticipé du 18 septembre 2005, il est contraint de quitter le gouvernement fédéral lors de la formation d'une grande coalition le 22 novembre, son mandat ayant toutefois pris fin le 18 octobre précédent. Il ne s'est pas représenté aux élections fédérales du 27 septembre 2009.